# Otton I Szwabski
Otto I Szwabski (ur. 954, zm. 31 października 982 w Lukce) – od 973 r. książę Szwabii i od 976 r. książę Bawarii.
Otto był jedynym synem księcia szwabskiego Ludolfa i jego żony Idy oraz wnukiem cesarza Ottona I. Jego siostra Matylda była opatką w Essen.
W 982 r. towarzyszył cesarzowi Ottonowi II w jego włoskiej wyprawie. Przeżył klęskę wojsk cesarskich w bitwie pod Cap Collona 13 lipca 982 r. Zmarł podczas odwrotu w Lukce zapewne na malarię.
Otto został pochowany w kolegiacie św. Piotra i Pawła w Aschaffenburgu, którą za życia wspierał. W dziejach księstwa szwabskiego pozostało niewiele śladów jego działalności. Posiadał także hrabstwo Recji i z tego tytułu zarządzał książęcym klasztorem w Einsiedeln.
W skarbcu katedry w Essen znajduje się krzyż Ottona i Matyldy. Na jego plakiecie fundacyjnej książę został przedstawiony wraz z siostrą.

## Literatura
- Thomas Zotz, in: Handbuch der Baden-Württembergischen Geschichte, Bd. 1,1, Stuttgart 2001, S. 396f.
- Alfons Zettler: Geschichte des Herzogtums Schwaben. Stuttgart 2003.